# ISACA
ISACA (Information Systems Audit and Control Association) – międzynarodowe stowarzyszenie osób zajmujących się zawodowo zagadnieniami dotyczącymi audytu, kontroli, bezpieczeństwa oraz innymi aspektami zarządzania systemami informatycznymi.

Logo ISACA

## Historia
ISACA rozpoczęła działalność w USA w 1967 roku, kiedy to spotkała się grupa osób, zajmujących się audytem systemów informatycznych, w celu wymiany wiedzy i doświadczeń.
W 1969 roku grupa sformalizowała swoją działalność jako Stowarzyszenie Audytorów EDP (EDP Auditors Association). W roku 1994 stowarzyszenie przekształciło się w Stowarzyszenie Audytu systemów informatycznych i kontroli (Information Systems Audit and Control Association). Nazwa ta później przestała być używana i obecnie stosowany jest wyłącznie skrót nazwy.

## Aktualny status
ISACA skupiała w 2014 roku 115 000 osób (członków stowarzyszenia i specjalistów posiadających certyfikaty wydawane przez ISACA) z ponad 180 krajów. Struktura ISACA składa się z ponad 200 oddziałów działających w ponad 80 krajach.

## Działalność w Polsce
W Polsce ISACA reprezentowana była przez „ISACA – stowarzyszenie do spraw audytu i kontroli systemów informatycznych”, powstałe w Warszawie w 1997 roku i działające jako oddział regionalny ISACA do 2010 roku.
Polskie stowarzyszenie organizowało ogólnodostępne spotkania – co miesiąc w Warszawie (z reguły w pierwszy czwartek miesiąca), a także w Krakowie, Trójmieście i Wrocławiu.
Organizowane były również konferencje na tematy związane z działalnością stowarzyszenia i szkolenia (m.in. przygotowujące do egzaminów CISA i CISM). Członkowie stowarzyszenia realizowali również projekty, których wyniki są udostępniane bez opłat wszystkim zainteresowanym (nie dotyczy wszystkich projektów).
W styczniu 2012 zostało zarejestrowane stowarzyszenie ISACA Warszawa, akredytowane przez ISACA International. W tym samym roku z inicjatywy środowiska skupionego na śląsku i w małopolsce powstał w Katowicach akredytowany oddział ISACA – Katowice Chapter.

## Publikacje
- Standardy, wytyczne i procedury audytowania i kontrolowania systemów informatycznych
- COBIT
- Val IT[7]
- Risk IT[8]
- ISACA Journal[9]

## Certyfikaty
- Certified Information Systems Auditor (CISA)
- Certified Information Security Manager (CISM)
- Certified in the Governance of Enterprise IT (CGEIT)
- Certified in Risk and Information Systems Control (CRISC)
- Certified Data Privacy Solutions Engineer (CDPSE)